# Ким Джонг-ин
Ким Джонг-ин (на корейски: 김종인), по-познат като Кай, е южнокорейски певец, модел, актьор и танцьор. Той е член на южнокорейско-китайската момчешка група EXO и на южнокорейската супергрупа SuperM. Освен неговите групови дейности, Кай е участвал в различни телевизионни драми като Choco Bank, Andante и Spring Has Come.

## Ранен живот
Кай е роден на 14 януари 1994 г. в Сънчон, провинция Южна Джеола, Южна Корея. Има 2 по-големи сестри. Започва да учи танци на 8-годишна възраст, отначало джаз, но в 3-ти клас решава да се пренасочи към балет. След участието си в състезанието SM Youth Best Contest, той печели и подписва с компанията SM Entertainment през 2007 г., на 13 годишна възраст.

## Кариера

### 2011 – 2015: Дебют и начало на кариерата си
Кай е първият член на EXO, който официално е представен на публиката през 2011 година, а групата дебютира през април, 2012 с 12 членове и сингъла „Mama“. В нея Кай е танцьор, рапър, вокалист, център и красавеца (Visual). Групата набира много голяма популярност в Корея и извън нея, както и доста награди.
През октомври 2012 г., Кай участва в промоционалната група Younique Unit с Eunhyuk, Henry, Hyoyeon, Taemin and Luhan. Групата издава сингъл на име „Maxstep“, като част от сътрудничество между SM Entertainment и Hyundai. По-късно през декември, се присъединява към танцува група „SM The Performance“ заедно с колегите си Lay, Yunho от TVXQ, Eunhyuk и Donghae на Супер Джуниър, Шайни's Minho и Taemin.. Te за първи път се появяват на събитието SBS Gayo Daejeon на 29 декември и изпълняват сингъла си „Spectrum“. Сингълът беше официално пуснат на следващия ден.

### 2016–сега: Актьор и SuperM
През януари 2016 г., той започва кариерата си като актьор. Той е избран като основна мъжка роля в уеб драмата Choco Bank, която получава рекордна гледаемост. Също през декември участва в два епизода на специална уеб драма First Seven Kisses.
През януари 2017 г., Кай е обявен пак за основна мъжка роля в KBS тийнейджърска драма Andante, като в нея играе роля на ученик в гимназията. Един месец по-късно играе в Японската драма Spring Has Come.
През декември 2017, той е избран за модел в списанието The Big Issue, което е познато заради неговото помагане на бедните и бездомни. Списанието разпродава 20 000 копия в първите два дни.
През 2018 г., Кай присъства в KBS мелодрама Miracle That We Met.
На 7 август 2019 г., той е приет като член на SuperM, „К-поп супергрупа“ създадена от SM Entertainment и Capitol Records и се презентира като Супергероите в К-попа, където М в името им е натоварено със смисъла mastering the Matrix, т.е. „овладяване на Матрицата“. Групата дебютира на 4 октомври 2019 г. с мини албум, озаглавен SuperM, и водеща песен Jopping. На 14 август 2020 излиза и сингъла им 100, който е част и от първия им пълен албум под заглавието Super ONE.

## Интересни факти
- Личност: Въпреки че някои хора могат да го смятат за студен и арогантен, съдейки по сценичната му персона, той всъщност е добросърдечен, тих, срамежлив и много нежен
- Той има навика често да си хапе устните
- Той обича да играе видео игри
- Любимите му храни са: пържено пиле и печена патица
- Негов модел за подражание е Майкъл Джексън
- Той казва, че иска да се отнася добре с другите, но е неудобен, когато става дума за изразяване на чувствата си
- Той казва, че докато хората го обичат, той ще им върне двойно повече количеството любов
- Всички казват, че прилича на мечка и той е приел този факт и сега носи дрехи с мечки, нарича себе си мечка и името на фенклуба му е „erigoms“, където „gom“ означава „мечка“.
- Кай е класиран на 51-во място в ТК Candler „Стоте най-красиви лица на 2018 г.“[2]